# رندا العبد القادر
رندا حسين العبد القادر (من مواليد 8 يونيو 2007) هي لاعبة كرة قدم سعودية تلعب كحارسة مرمى في الدوري السعودي للسيدات نادي القادسية.

## المسيرة الكروية
شاركت رندا في دوري مدارس البنات المعروف بدوري المدارس، مع فريق مدرسة حديقة البيان الأهلية وحصلت على جائزة أفضل حارسة مرمى في البطولة، وبعد دوري المدارس انضمت إلى معسكر أفضل 18 لاعبة في دوري مدارس البنات 2023 والذي أقيم في العاصمة الإسبانية مدريد في الأول من مارس 2024.
في 6 أغسطس 2024، أعلن نادي القادسية عن التعاقد مع اللاعبة رندا.

## المسيرة الدولية
وفي 24 يونيو 2024، شاركت رندا في برنامج تدريبي للاتحاد السعودي لكرة القدم في إسبانيا تحت إشراف المدرب الإسباني لويس كورتيس.